# برادیولت (نیوجرسی)
برادیولت (به انگلیسی: Bradevelt) یک منطقهٔ مسکونی در ایالات متحده آمریکا است که در مارلبورو، نیوجرسی واقع شده‌است. برادیولت ۴۹ متر بالاتر از سطح دریا واقع شده‌است.